# Newroz

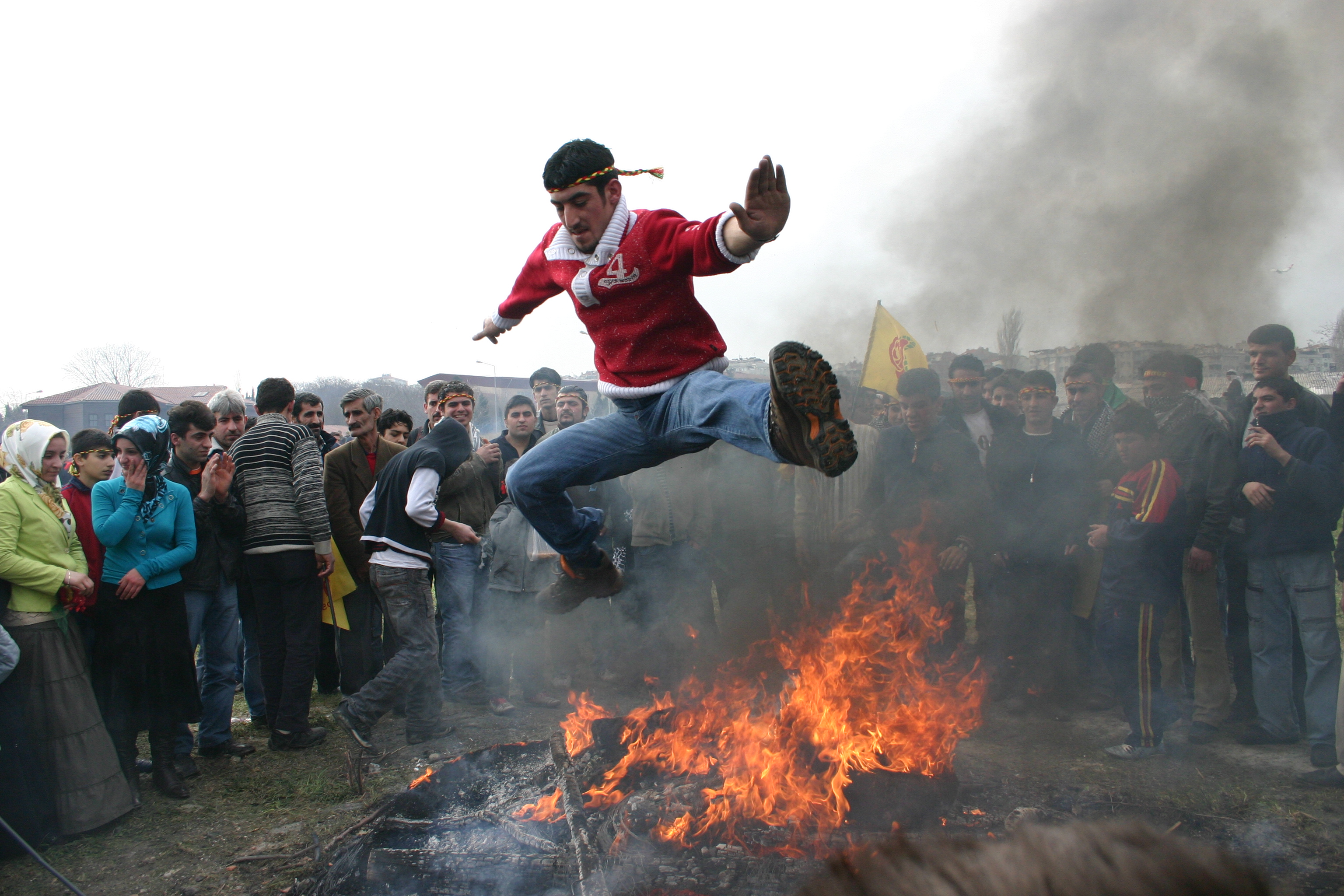
Hopp över en eld vid Newrozfirande i Istanbul den 19 mars 2006.

Newroz är i den kurdiska kalendern det kurdiska nyåret som infaller vid vårdagjämningen och som firas av kurder. Det nya året börjar mellan den 18 mars och 22 mars. Newroz har sitt ursprung ur zoroastrism och firas därför även av andra iranska och azeriska folk.

## Beskrivning

### Orsaker
I kurdisk tradition är firandet också en minnesfest över legenden om störtande av en tyrannisk kung. Newroz-firandet är också ett sätt att manifestera kurdisk identitet. Att fira newroz var förbjudet i Turkiet fram till 1995. 2012 återinfördes förbud mot att fira newroz på andra dagar än 21 mars, vilket upphörde 2025. Högtiden har varit politiskt laddad, och det brukade uppstå konflikter i samband med nyårsfirandet i Turkiet. 2025 blev högtiden officiellt erkänd i Turkiet och landets president Recep Tayyip Erdoğan gratulerade alla som firar, oavsett etnisk bakgrund, i nationell teve.

### Firandet
Kurder har traditionen att fira newroz som en nyårsdag eller för att välkomna våren. Släkt, familj, vänner och obekanta träffas under eldfesten för att dansa tillsammans och umgås. Eldfesten, då man hoppar över eldar sker dagen innan vårdagjämningen. Att besöka varandra i hemmen och äta tillsammans är en viktig del av newroz.
I vissa delar av Kurdistan (framför allt i södra Kurdistan) brukar newroz firas i tretton dagar. Newroz börjar på vårdagjämningen, vanligtvis den 21 mars. Den sista och trettonde dagen av newroz kallas för sezda-badar (utgång från tretton).
Den 13:e dagen av newroz brukar familjer åka ut på picknick till parker och naturområden. Där firar man ute i det öppna att våren äntligen fått fäste och att newroz är över.

## Myten om newroz
Enligt en populär kurdisk folksaga, ska den kurdiska tideräkningens början, motsvarande den 21 mars 612 f.Kr. i gregorianska kalendern, markera när smeden Kawa befriade folket från tyrannen Zahhak, även kallad Dehak eller Azhi Dahak. Året sägs sammanfalla med assyriska rikets fall och mediska rikets uppgång men saknar historisk äkthet. 
Berättelsen om Zahhak tillhör den allmänna iranska mytologin och finns skriftligt bevarad i Avesta och i Ferdousis Shahnameh (Kungaboken). I Shahnameh är Zahhak en arab.
Zahhak var enligt folksägnen en ond kung som styrde över den iranska högplatån genom att förslava folket. Zahhak skall ha lidit av en ovanlig sjukdom. Enligt myten skall två stora ormar ha vuxit från tyrannens axlar.
Ormarna skall ha hotat Zahhak med att äta upp hans hjärna. I rädsla för döden skall Zahhak istället dagligen ha matat ormarna med två unga personers hjärnor, en flickas och en pojkes. Därefter skall en avskyvärd period ha inletts där unga personer dödats för att mata ormarna på Zahhaks axlar med deras hjärnor.
Under denna period skall tusentals unga personer ha mist livet, däribland sju av smeden Kawas barn. Så småningom skall folket ha vädjat till smeden Kawa att leda ett uppror mot den onde kungen.
Kawa skall därefter ha lett upproret mot Zahhak, och den 21 mars 612 f.Kr. omringades Zahhaks palats och Kawa besegrade palatsets vakter med hjälp av sin hammare, varpå han hade ihjäl båda ormarna och Zahhak. Kawa skall därefter ha släpat ut Zahhak ur palatset för att visa att tyrannen inte längre kunde förtrycka folket, och han skall även ha förklarat att folket hädanefter kunde åtnjuta sin frihet.
I sambandet med det lyckade upproret skall stora brasor ha tänts uppe på kullar och berg runt om i landet för att sända nyheten om Zahhaks död och den vunna friheten.
Alltsedan dess har det blivit en sed att tända stora brasor varje år när det är tid för att inleda det nya året. Både Kawa och Zahhak är viktiga personligheter i kurdisk mytologi och förekommer även hos andra iranska folk som perser, tadzjiker och afghaner.